# Oliver Indra (Volleyballspieler)
Oliver Indra (* 8. September 1974 in Vaduz) ist ein liechtensteinischer Politiker (DpL), Lehrer und Volleyballspieler. Er ist seit 2025 stellvertretender Abgeordneter im liechtensteinischen Landtag.

## Biographie

### Ausbildung und Beruf
Indra wuchs in Schaan auf. Nach einer KV-Lehre bei einer Bank absolvierte er das Lehrerseminar in Sargans. Anschliessend unterrichtete er zehn Jahre. 2008 zog er mit seiner Ehefrau nach San Diego, Kalifornien. Dort führte er 12 Jahre lang ein Immobilienunternehmen. Seit 2022 lebt Indra wieder in Liechtenstein und ist als Primarlehrer in Triesen tätig.
Bei der Landtagswahl in Liechtenstein 2025 wurde Indra für die Demokraten pro Liechtenstein zum stellvertretenden Abgeordneten gewählt.

### Sportliche Karriere
Als Kind war Indra ein aktiver Tennisspieler und verbrachte viel Zeit auf dem Tennisplatz, bevor er zum Volleyball wechselte. Ab seinem 13. Lebensjahr spielte er in der Juniorenabteilung des VBC Galina, dann ab 1991 mit sechzehneinhalb Jahren in der 1. Mannschaft des Vereins. Mit der 1. Mannschaft spielte er in der Schweizer Nationalliga A. Bald darauf wurde er in die liechtensteinische Volleyballnationalmannschaft berufen. Indra war auch als Jugendtrainer und Schiedsrichter aktiv. Später wechselte er zum Beachvolleyball. Mit Matthias Wachter nahm er 2005 Beachvolleyball-Europameisterschaft in Moskau teil.
2006 wurden er und Matthias Wachter in der Kategorie Mannschaft als Sportler des Jahres ausgezeichnet. In dieser Kategorie war er bereits 1991 und 1992 mit dem VBC Galina ausgezeichnet worden.